# Unken und Barbourfrösche
Die Unken und Barbourfrösche (Bombinatoridae) sind eine Familie stammesgeschichtlich urtümlicher Froschlurche (Anura), die mit zwei Gattungen und zehn Arten in Europa, Nordost- und Südchina, in der russischen Region Primorje, in Korea, auf den philippinischen Inseln Palawan und Busuanga und im Westen von Borneo vorkommt. Sie sind die Schwestergruppe von Geburtshelferkröten (Alytes) und Scheibenzünglern (Discoglossus).

## Merkmale
Unken und Barbourfrösche sind recht klein, die Unken (Bombina) erreichen Kopf-Rumpf-Längen von 4 bis 8 cm, während die Barbourfrösche (Barbourula) mit 6 bis 10 cm Länge etwas größer werden können. Im Schädel fehlt das Palatinum. Das Frontoparietale ist paarig ausgebildet. Das Becken ist primitiv (arciferal). Wadenbein und Schienbein sind an beiden Enden zusammengewachsen. Das Maul der Kaulquappen ist keratinisiert. Sie besitzen zwei Spiraculi.

## Lebensweise
Unken leben aquatisch, in Sümpfen, Mooren, kleinen Teichen und Tümpeln und in kleinen, langsam fließenden Bächen. Die Lebensweise der Barbourfrösche ist bisher nur wenig erforscht. Sie leben ebenfalls vor allem aquatisch, aber in Gebirgsbächen mit Geröllböden. Mit 60 bis 200 Eiern sind die Laichpakete der Unken und Barbourfrösche relativ klein. Der Borneo-Barbourfrosch (Barbourula kalimantanensis) ist die einzige bisher bekannte lungenlose Froschart.

## Systematik
Es kommen zwei Gattungen mit zehn Arten in Europa und Asien vor, wobei Barbourula auf die Philippinen und Borneo beschränkt ist.
- Familie Bombinatoridae Gray, 1825 – Unken und Barbourfrösche
  - Gattung Barbourula Taylor & Noble, 1924 – Barbourfrösche
    - Art Barbourula busuangensis Taylor & Noble, 1924 – Philippinen-Barbourfrosch
    - Art Barbourula kalimantanensis Iskandar, 1978 – Borneo-Barbourfrosch

  - Gattung Bombina, Oken, 1816 – Unken
    - Art Bombina bombina (Linnaeus, 1761) – Rotbauchunke
    - Art Bombina fortinuptialis Tian & Wu in Liu, Hu, Tian & Wu, 1978 – Guangxi-Rotbauchunke
    - Art Bombina lichuanensis Ye & Fei, 1994 – Lichuan-Rotbauchunke
    - Art Bombina maxima (Boulenger, 1905) – Riesenunke
    - Art Bombina microdeladigitora Liu, Hu & Yang, 1960 – Hubei-Rotbauchunke
    - Art Bombina orientalis (Boulenger, 1890) – Chinesische Rotbauchunke
    - Art Bombina pachypus (Bonaparte, 1838) – Apennin-Gelbbauchunke
    - Art Bombina variegata (Linnaeus, 1758) – Gelbbauchunke